# Diplotaxis
Diplotaxis är ett släkte av skalbaggar. Diplotaxis ingår i familjen Melolonthidae. Diplotaxis kan också beteckna ett växtsläkte, mursenaper, inom familjen korsblommiga växter.  

## Dottertaxa tillDiplotaxis, i alfabetisk ordning[1]
- Diplotaxis abnormis
- Diplotaxis academia
- Diplotaxis aenea
- Diplotaxis aequalis
- Diplotaxis aereomicans
- Diplotaxis alphamartinezi
- Diplotaxis alutacea
- Diplotaxis ambigua
- Diplotaxis amecameca
- Diplotaxis angularis
- Diplotaxis angustula
- Diplotaxis anneae
- Diplotaxis anthracina
- Diplotaxis anxius
- Diplotaxis arctifrons
- Diplotaxis arizonica
- Diplotaxis assimilis
- Diplotaxis atlantis
- Diplotaxis atramentaria
- Diplotaxis atratula
- Diplotaxis aulacochela
- Diplotaxis aurata
- Diplotaxis australis
- Diplotaxis bakeri
- Diplotaxis barbarae
- Diplotaxis basalis
- Diplotaxis belfragei
- Diplotaxis beyeri
- Diplotaxis bicolor
- Diplotaxis bidentata
- Diplotaxis bifida
- Diplotaxis blanchardi
- Diplotaxis boops
- Diplotaxis bowditchi
- Diplotaxis brachyptera
- Diplotaxis brevicollis
- Diplotaxis brevicornis
- Diplotaxis brevidens
- Diplotaxis brevipilosa
- Diplotaxis brevisetosa
- Diplotaxis caelestis
- Diplotaxis carbonata
- Diplotaxis carinata
- Diplotaxis carinifrons
- Diplotaxis catarinas
- Diplotaxis cavifrons
- Diplotaxis chiricahuae
- Diplotaxis circulans
- Diplotaxis clypeata
- Diplotaxis coenonychoides
- Diplotaxis commixta
- Diplotaxis completa
- Diplotaxis concava
- Diplotaxis conformis
- Diplotaxis confusa
- Diplotaxis connata
- Diplotaxis consentanea
- Diplotaxis consequens
- Diplotaxis contracta
- Diplotaxis convexilabrum
- Diplotaxis corbula
- Diplotaxis coriacea
- Diplotaxis corrosa
- Diplotaxis corvina
- Diplotaxis costanera
- Diplotaxis cribratella
- Diplotaxis cribraticollis
- Diplotaxis cribriceps
- Diplotaxis cribulosa
- Diplotaxis crinigera
- Diplotaxis crucis
- Diplotaxis curvaticeps
- Diplotaxis dahli
- Diplotaxis decima
- Diplotaxis denigrata
- Diplotaxis dentella
- Diplotaxis denticeps
- Diplotaxis dentipes
- Diplotaxis deserta
- Diplotaxis dissona
- Diplotaxis dubia
- Diplotaxis durango
- Diplotaxis elongata
- Diplotaxis errans
- Diplotaxis exstans
- Diplotaxis femoralis
- Diplotaxis fimbriata
- Diplotaxis fissilabris
- Diplotaxis fissilis
- Diplotaxis flavisetis
- Diplotaxis flexa
- Diplotaxis fossifrons
- Diplotaxis fossipalpa
- Diplotaxis foveicollis
- Diplotaxis frondicola
- Diplotaxis fulva
- Diplotaxis geos
- Diplotaxis glabrimargo
- Diplotaxis guatemalica
- Diplotaxis hallei
- Diplotaxis harperi
- Diplotaxis haydeni
- Diplotaxis hebes
- Diplotaxis hirsuta
- Diplotaxis hirtipes
- Diplotaxis icarus
- Diplotaxis iguala
- Diplotaxis illustris
- Diplotaxis impar
- Diplotaxis incisa
- Diplotaxis incuria
- Diplotaxis indigena
- Diplotaxis ingenua
- Diplotaxis insignis
- Diplotaxis jacala
- Diplotaxis jamaicensis
- Diplotaxis jardeli
- Diplotaxis juquilensis
- Diplotaxis knausi
- Diplotaxis kuschei
- Diplotaxis laevivertex
- Diplotaxis languida
- Diplotaxis latispina
- Diplotaxis lengi
- Diplotaxis levicosta
- Diplotaxis liberta
- Diplotaxis macronycha
- Diplotaxis macrotarsus
- Diplotaxis magna
- Diplotaxis marginicollis
- Diplotaxis marina
- Diplotaxis martinezi
- Diplotaxis mascula
- Diplotaxis maura
- Diplotaxis maya
- Diplotaxis mediafusca
- Diplotaxis megapleura
- Diplotaxis mentalis
- Diplotaxis metallescens
- Diplotaxis mexcala
- Diplotaxis microchele
- Diplotaxis microtrichia
- Diplotaxis mima
- Diplotaxis mimosae
- Diplotaxis misella
- Diplotaxis missionaria
- Diplotaxis mistura
- Diplotaxis moerens
- Diplotaxis monticola
- Diplotaxis muricata
- Diplotaxis mus
- Diplotaxis nigriventris
- Diplotaxis nitidicollis
- Diplotaxis obregon
- Diplotaxis obscura
- Diplotaxis ohausi
- Diplotaxis pacata
- Diplotaxis pala
- Diplotaxis parallela
- Diplotaxis parpolita
- Diplotaxis parvicollis
- Diplotaxis parvula
- Diplotaxis patyvauriea
- Diplotaxis persisae
- Diplotaxis pilifera
- Diplotaxis pilipennis
- Diplotaxis pinalica
- Diplotaxis planidens
- Diplotaxis polita
- Diplotaxis poropyge
- Diplotaxis profunda
- Diplotaxis puberea
- Diplotaxis puberula
- Diplotaxis pubipes
- Diplotaxis pumila
- Diplotaxis punctata
- Diplotaxis punctatorugosa
- Diplotaxis puncticeps
- Diplotaxis puncticollis
- Diplotaxis punctipennis
- Diplotaxis punctulata
- Diplotaxis pygidialis
- Diplotaxis residua
- Diplotaxis rex
- Diplotaxis rita
- Diplotaxis roberti
- Diplotaxis robertmarki
- Diplotaxis rockefelleri
- Diplotaxis rosae
- Diplotaxis rotunda
- Diplotaxis rudis
- Diplotaxis rufa
- Diplotaxis rufiola
- Diplotaxis rufipes
- Diplotaxis rugosifrons
- Diplotaxis rugosipennis
- Diplotaxis saltensis
- Diplotaxis saylori
- Diplotaxis schaefferi
- Diplotaxis selanderi
- Diplotaxis semifoveata
- Diplotaxis sierrae
- Diplotaxis simillima
- Diplotaxis simplex
- Diplotaxis sinuans
- Diplotaxis sonora
- Diplotaxis sordida
- Diplotaxis sparsa
- Diplotaxis spina
- Diplotaxis squamisetis
- Diplotaxis statura
- Diplotaxis subangulata
- Diplotaxis subcostata
- Diplotaxis subrugata
- Diplotaxis sulcatula
- Diplotaxis superflua
- Diplotaxis tarascana
- Diplotaxis tarsalis
- Diplotaxis tehuana
- Diplotaxis tenebrosa
- Diplotaxis tenuis
- Diplotaxis tepicana
- Diplotaxis testacea
- Diplotaxis texana
- Diplotaxis thoracica
- Diplotaxis trapezifera
- Diplotaxis trementina
- Diplotaxis tristis
- Diplotaxis truncatula
- Diplotaxis tumida
- Diplotaxis turgidula
- Diplotaxis tzitzio
- Diplotaxis ungulata
- Diplotaxis urbana
- Diplotaxis vandykei
- Diplotaxis veracruzana
- Diplotaxis xalapensis
- Diplotaxis yucateca
- Diplotaxis zapoteca
- Diplotaxis zeteki